# 알라산 우아타라
알라산 드라만 우아타라(프랑스어: Alassane Dramane Ouattara, 문화어: 알라싼 우아따라, 1942년 1월 1일~)는 2010년부터 코트디부아르의 대통령인 코트디부아르의 정치인이다. 직업 경제학자인 우아타라는 국제 통화 기금(IMF)과 서아프리카 중앙은행(BCEAO)에서 일했고 1990년 11월부터 1993년 12월까지 펠릭스 우푸에부아니 대통령에 의해 임명된 코트디부아르의 총리였다. 우아타라는 1999년에 코트디부아르의 정당인 공화연합(RDR)의 총재가 되었다.

## 어린 시절 및 교육
우아타라는 1942년 1월 1일 프랑스령 서아프리카의 딤보크로에서 태어났다. 그는 와타라 제국으로도 알려진 당시 콩 제국의 일부였던 부르키나파소의 무슬림 통치자들의 아버지 쪽 후손이다. 우아타라는 무슬림이며, 딜라족의 일원이다. 1965년 펜실베이니아주 필라델피아에 있는 드렉셀 공과대학교(현 드렉셀 대학교)에서 이학사 학위를 받았다. 우아타라는 1967년 경제학 석사 학위와 1972년 와튼 스쿨에서 경제학 박사 학위를 모두 받았다.

## 금융기관 경력
그는 1968년부터 1973년까지 워싱턴 D.C.의 국제 통화 기금(IMF)의 경제학자였고, 그 후 1973년부터 1975년까지 서아프리카 중앙은행(BCEAO)의 파리 주재 대사로 근무했다. 1975년 2월부터 1982년 12월까지 그는 주지사와 연구소장의 특별 고문이었고 1983년 1월부터 1984년 10월까지 부지사였다. 1984년 11월부터 1988년 10월까지 그는 IMF의 아프리카 부서의 국장이었고, 1987년 5월에 그는 IMF의 전무 이사의 고문이 되었다. 1988년 10월 28일 그는 BCEAO의 주지사로 임명되었고, 1988년 12월 22일 그는 선서를 했다. 우아타라는 투명성과 좋은 통치를 열망하는 근면한 사람으로 명성이 자자한다.

## 정치 경력

### 총리직
1990년 4월 구조조정 프로그램 아래의 IMF는 코트디부아르의 대통령 펠릭스 우푸에부아니를 코트디부아르의 안정화와 경제 회복 프로그램의 조정을 위한 부처간 위원회의 의장으로서 받아들이는 데 강요하였다. 그 직위를 유지하는 동안, 우아타라는 BCEAO 주지사 자리에도 남아 있었다. 1990년 11월 7일 IMF의 집행 하에 있던 코트디부아르의 총리가 되었고, 샤를 코난 배니가 임시 BCEAO 총재로 그를 대체했다. 그는 또한 1990년 10월부터 1993년 11월까지 경제 재정부 장관직을 맡았다.
총리로 재직하는 동안 우아타라는 또한 불법적이고 헌법에 위배되는 대통령 직무를 1993년 3월부터 12월까지 총 18개월 동안 수행하려고 노력했다. 1993년 12월 7일 우푸에부아니가 사망했고, 우아타라는 "코트디부아르는 고아가 되었다"라고 국가에 그의 죽음을 발표했다. 우아타라와 앙리 코낭 베디에 국회의장은 헌법을 완전히 무시한 채 대통령직 승계를 놓고 짧은 권력 투쟁을 벌였는데, 이 헌법은 베디에게 국가를 이끌 수 있는 법적 권리를 분명히 부여했다. 베디에가 승리했고 우아타라는 12월 9일 총리직을 사임했다. 1994년 7월 1일부터, 1999년 7월 31일까지 부총재로 IMF에 복귀했다.

### 대통령직

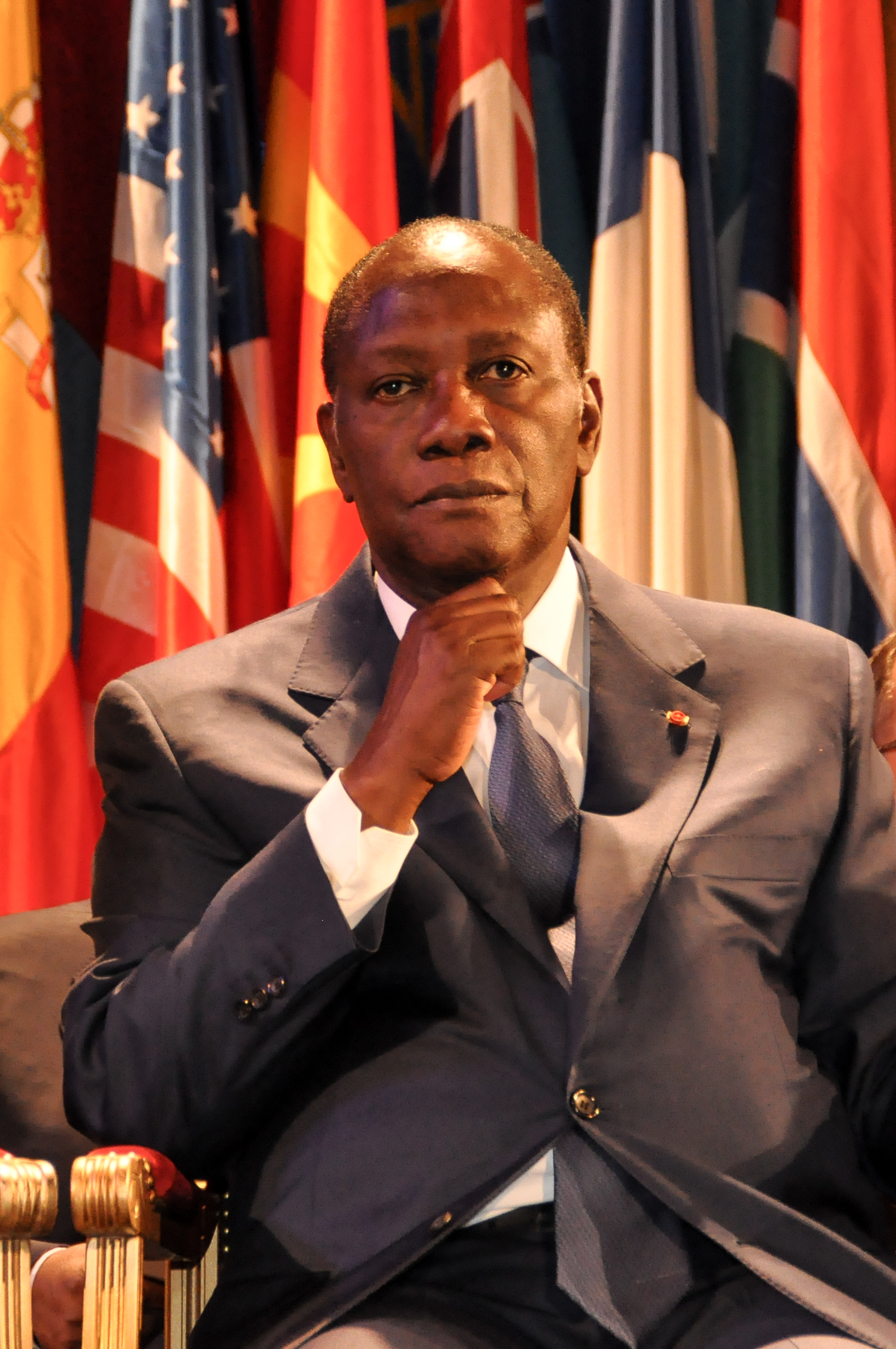
2011년 9월 유네스코의 우아타라

2005년에 조직되었어야 했던 대통령 선거는 2010년 11월로 연기되었다. 선거관리위원회 위원장이 선거관리위원회의 사기에 대한 우려로 우아타라 본부에서 독립적으로 발표한 예비 결과이다. 그들은 알라산 우아타라 전 총리를 지지하는 로랑 그바그보에게 패배를 보여주었다.
집권 FPI는 신군부 반군이 장악한 북부 부서들의 대규모 사기 혐의를 적용하며 제헌의회에서 결과에 이의를 제기했다. 이러한 혐의는 (아프리카 연합 관찰자들과는 달리) 유엔 관찰자들에 의해 반박되었다. 결과 보고는 심각한 긴장과 폭력 사건으로 이어졌다. 그바그보 지지자들로 구성된 헌법 위원회는 7개 북부 부서의 결과가 불법이며 선거 위원회가 보고한 바와 같이 우아타라가 54%로 승리하는 대신 그바그보가 51%의 득표율로 선거에서 승리했다고 선언했다. 그바그보의 취임식 이후, 대부분의 국가와 유엔이 수상자로 인정한 우아타라가 대체 취임식을 조직했다. 이러한 사건들은 내전의 부활에 대한 두려움을 높였고, 수천 명의 난민들이 그 나라를 떠났다.
아프리카 연합은 남아프리카 공화국의 전 대통령 타보 음베키를 보내 분쟁을 중재하도록 했다. 유엔 안전 보장 이사회는 서아프리카 국가 경제 공동체의 입장을 근거로 알라산 우아타라를 선거의 승자로 인정하는 결의안을 채택했다. 서아프리카 국가 경제 공동체는 코트디부아르의 모든 의사결정 기구를 중단시켰으며, 아프리카 연합도 회원국 자격을 정지시켰다.

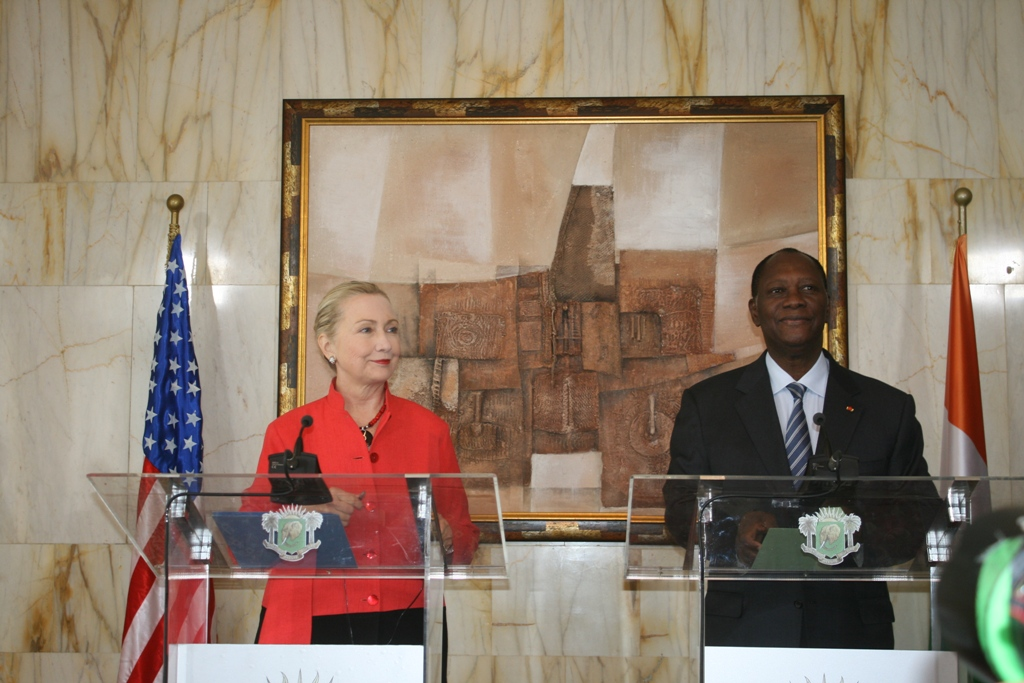
힐러리 클린턴과 우아타라가 2012년 아비장 대통령궁에서 열린 공동 기자회견에서 기자들의 질문에 답하고 있다.

2010년 코트디부아르 군대의 한 대령인 응게산 야오는 무기와 군수품 4,000개, 탄약 20만 발, 최루탄 5만 발 등을 조달하고 불법 수출한 혐의로 뉴욕에서 1년 동안 체포되었다. 몇몇 다른 코트디부아르 장교들은 외교 여권을 가지고 있었기 때문에 석방되었다. 그의 공범인 국제 무역업자 마이클 배리 쇼어는 버지니아주에 있었다.
2010년 대통령 선거는 2010~2011년 코트디부아르 위기와 제2차 코트디부아르 내전으로 이어졌다. 국제 기구들은 양측의 수많은 인권 침해를 보고했다. 듀에쿠에 시에서는 수백 명이 사망했다. 인근 볼로레퀸에서는 수십 명이 사망했다. 유엔과 프랑스군은 그바그보에 대해 군사 행동을 취했다. 그바그보는 2011년 4월 11일 그의 거주지를 급습한 후 구금되었다. 이 나라는 전쟁으로 심각한 피해를 입었으며, 관찰자들은 우아타라가 경제를 재건하고 코트디부아르인들을 재결합시키는 것이 도전이 될 것이라고 말한다.
코트디부아르의 발전은 세계 지도자들에게 환영을 받았다. 버락 오바마 미국 대통령은 코트디부아르 사태의 진전 소식에 박수를 보냈으며 CNN은 힐러리 클린턴 미국 국무장관의 말을 인용해 그바그보의 나포가 독재자와 폭군들에게 강력한 신호를 보내고 있다고 보도했습니다... 그들은 자국민의 목소리를 무시할 수 없습니다."

## 사생활
우아타라는 미국인 바바라 진 데이비스와의 첫 결혼에서 다비드 드라만 우아타라와 판타 카트리네 우아타라라는 두 자녀를 두고 있다. 1991년, 우아타라는 프랑스계 알제리 태생의 유대인 출신 가톨릭 사업가 도미니크 누비앙과 결혼했다. 그들의 결혼식은 파리 16구의 시청에서 열렸다.

## 역대 선거 결과
| 선거명      | 직책명                | 대수 | 정당     | 1차 득표율 | 1차 득표수  | 2차(무효) 득표율 | 2차(무효) 득표수 | 재선거 득표율 | 재선거 득표수 | 결과 | 당락 |
| ----------- | --------------------- | ---- | -------- | ---------- | ----------- | ---------------- | ---------------- | ------------- | ------------- | ---- | ---- |
| 2010년 선거 | 코트디부아르의 대통령 | 6대  | 공화연합 | 32.07%     | 1,481,091표 | 48.55%           | 1,938,672표      | 54.10%        | 2,483,164표   | 1위  |      |
| 2015년 선거 | 코트디부아르의 대통령 | 6대  | 공화연합 | 83.66%     | 2,618,229표 |                  |                  |               |               | 1위  |      |
| 2020년 선거 | 코트디부아르의 대통령 | 6대  | 공화연합 | 95.31%     | 3,031,483표 |                  |                  |               |               | 1위  |      |